# Bretagne (cinéma)
Pour les articles homonymes, voir Bretagne.
Le Bretagne était un complexe cinématographique de 2 salles situé au 73, boulevard du Montparnasse dans le 6e arrondissement de Paris.
Ouvert en 1961, il était l'un des cinq cinémas du circuit Rytmann avec le Mistral, le Miramar, le Bienvenüe-Montparnasse et Les Montparnos. Repris par Les Cinémas Pathé Gaumont en 2021, il ferme définitivement en 2023.

## Histoire
Le Bretagne est le troisième cinéma fondé par Joseph Rytmann, après le Mistral et le Miramar, dans la période de restructuration de cette zone du quartier du Montparnasse et de la nouvelle gare ; il doit son nom au caractère breton du quartier Montparnasse, dont la gare permet de rejoindre cette région du Nord-Ouest de la France. Le cinéma est construit en place de la Brasserie Dumesnil et ouvre ses portes le 27 septembre 1961 avec le film Le cave se rebiffe. 
Axel Huyghe, co-auteur d'un livre consacré à Joseph Rytmann, raconte : « Tous les grands films passaient au Bretagne ou au Miramar. Dans les années 1960, tout le monde allait au Bretagne parce qu’il y avait des films en exclusivité, en version originale, c’était la belle salle de Montparnasse ».
En plus de sa grande salle de 850 places, une seconde petite salle de 200 places voit le jour en 1973. Après la mort de son père, Benjamine Rytmann-Radwanski reprend l'exploitation du cinéma en 1983 jusqu'en 2021. Le Bretagne possède alors la plus grande salle de la rive gauche parisienne, faisant d'elle la troisième plus grande de Paris après celle du Grand Rex et de l'UGC Normandie.
« Ce cinéma est emblématique des cinémas des années 1960, à travers sa décoration, qui n’a pas bougé. Actuellement, la salle est un peu passée de mode mais elle marque encore, et notamment les spectateurs friands de films d’action parce que ce cinéma est devenu la vitrine des blockbusters en VF » poursuit Axel Huyghe en 2020.
Fermé durant la pandémie de Covid-19, le Bretagne est cédé aux Cinémas Pathé Gaumont (à l'instar des quatre autres cinémas Rytmann) en 2021. Face à une forte chute de sa fréquentation et une absence de modernisation, Pathé Cinémas ferme définitivement le Bretagne le 14 novembre 2023 après une ultime projection de The Marvels.

## Accès
Le Bretagne est localisé au 73, boulevard du Montparnasse. Son accès se fait par lignes 4, 6, 12 et 13 à la station Montparnasse - Bienvenüe.